# Fatemeh
Fāṭemeh (persan : فاطمه), de son vrai nom Fāṭimih Baraghāní, née à Qazvin vers 1817-1818 et tuée à Téhéran en 1852, est un des premiers personnages marquant de l'histoire des mouvements pour l'égalité des sexes en Iran. Elle fut aussi une grande poétesse, et une théologienne de renom. Elle est aussi, et peut-être surtout, la première femme disciple du Bāb.
Outre Fatemeh, elle est également aussi connue sous le nom de Tâhereh (« La Pure » — Táhirih en translittération baha'ie), Qurratu’l-‘Ayn (arabe : قرّة العين « Consolation des Yeux »), Tâhereh Qorrat ol-Eyn, Umm-i-Salmih ou Zakíyyih.
Elle est notamment célèbre pour avoir jeté son voile durant la conférence de Badasht en 1848.

## Jeunesse
Née vers 1817 au sein d'une famille du haut-clergé chiite,,, Fatemeh est la fille de Ḥájí Mullá Ṣáliḥ, docteur en loi islamique (mujtahid) dans la ville de Qazvin, près de Téhéran. Son oncle paternel, Mullá Taqí, était le responsable (Imâm-Jum’ih) de la principale mosquée de cette ville. Avec sa sœur Marzieh, elle reçoit de son père une éducation religieuse solide,. Toutes deux étaient particulièrement douées en littérature persane, arabe et en études islamiques.
Sa famille la marie à l'âge de 13 ans avec son cousin Mullá Muḥammad Taqí Baraghání, meneur religieux Usuli, une des écoles les plus orthodoxes et dogmatiques de l'islam, qui défie l'autorité des mujtahid. De leur union naissent deux fils et une fille.
Elle commence une correspondance épistolaire avec un religieux, Siyyid Káẓim-i-Rashtí, disciple de Shaykh Aḥmad-i-Ahsá’í (1753-1826), le chef et fondateur de l'école religieuse Shaykhí. C'est une école de théologie chiite à tendance libérale et messianique, contestant les structures religieuses et sociales en place,. Ce courant de pensée chiite se développe alors fortement dans les villes saintes irakiennes de Najaf et de Kerbala, où le jeune couple finit par se rendre en 1828 pour parfaire ses études religieuses. Fatemeh y rencontre Siyyid Káẓim-i-Rashtí (1793-1843), le successeur de Shaykh Aḥmad-i-Ahsá’í à la tête de l'école Shaykhí. Il lui donne le titre de Qurratu'l-'Ayn (« consolation des yeux »).
Après la mort de Siyyid Káẓim-i-Rashtí en 1843, elle découvre Siyyid ‘Alí Muḥammad Shirází (1819-1850), surnommé le Bāb, fondateur d'un mouvement religieux réformateur et millénariste appelé babisme. Elle devient l'un de ses disciples. Seule femme du premier groupe de disciples, elle est aussi la dix-septième « Lettre du Vivant » (« Ḥurûf-i-Ḥayy »), un titre décerné par le Bab. Mais elle est aussi  seule à ne pas avoir rencontré physiquement le Báb. Cet engagement met sa famille en péril.

## Rôle dans le babisme
Elle commence à enseigner sa nouvelle foi dans la ville iraquienne de Kerbala, chez la veuve de Siyyid Káẓim-i-Rashtí. Mais à la suite de plaintes de religieux chiites, le gouvernement la déplace à Bagdad, où elle poursuit son enseignement, défiant le clergé chiite dans des débats publics. Deux mois plus tard, les autorités de Bagdad et le gouverneur décident à leur tour que, puisqu'elle est persane, elle doit retourner en Perse.
Revenue à la maison, sa famille s'opposant au Báb et à ses enseignements, elle abandonne « officieusement » ses enfants et son époux. Elle le « répudie » quasiment (arabe : talaq). Cet acte, inconcevable pour une femme en ce temps et ce lieu, indique qu'elle se considère à l'égale d'un homme, dans la logique de son engagement pour l'émancipation des femmes. D'ailleurs, sa présence très forte au sein du mouvement babi initiera la formation du premier mouvement féminin organisé en Iran.
Elle est soutenue dans son action par Marzieh et Khorshid Beygum Khanum, la mère et la sœur de Mullá Ḥusayn-i-Bushru'í (1813-1849), première Lettre du Vivant, tué le 2 février 1849 au cours du siège du fort de Shaykh Ṭabarsí, ainsi que par la mère de Hadi Nahri, Roustameh (première femme meneuse du mouvement), qui voyagent dans tout le pays, organisent des réunions et aident les babis. De nombreuses femmes de la cour royale soutiennent aussi Fâtemeh.
Alors qu'elle séjourne à Qazvín, son oncle Mullá Muḥammad Taqí est assassiné et on lui reprocha d'avoir chargé quelqu'un de commettre ce crime, car c'était un ennemi irréductible de Shaykh Aḥmad al-Ahsá'í et le premier savant musulman à l'avoir condamné pour « mécréance ». Bien qu'il n'y eut aucune preuve contre elle, cet événement entraîne sa mise en résidence surveillée dans la maison de son père, avec interdiction de sortir de sa chambre excepté pour les rites quotidiens de purification. Mais Bahá'u'lláh réussit à arranger sa fuite à Téhéran, puis au Khurásán.

## Séparation d'avec l'islam
Après l'arrestation du Báb, elle participe à la conférence de Badasht organisée en juin-juillet 1848 par les chefs du mouvement babi afin de planifier la libération du Báb. Ils ne réussirent pas à mettre sur pied un plan pour libérer le Báb, mais réalisent en fait une séparation brutale et complète d'avec la Charia islamique.
Devant cette assemblée, elle enlève son voile et le jette à terre. Cet acte frappe de stupeur l'auditoire, à tel point que l'un des babis se tranche la gorge sur place.
À cette occasion Bahá'u'lláh lui décerne le titre de Ṭâhirih (« La Pure »), qui est par la suite confirmé par le Báb lui-même.

## Martyre
Après cette conférence, Ṭáhirih est arrêtée, conduite à Téhéran et emprisonnée dans la maison du maire, Maḥmúd Khán.
Le jeune roi de Perse Náṣiri’d-Dín Sháh Qájár (1831-1896) tombe sous le charme de cette femme et manifeste le désir de l'épouser, mais elle déclina son offre. En conséquence de quoi il ne lui vint pas en aide quand ses ennemis réclament sa tête. Quand on lui annonce la sentence de mort, elle se pare comme la plus belle des mariées et déclara fièrement à ses bourreaux : « Vous pouvez me tuer quand vous voulez, mais jamais vous n'arriverez à empêcher l'émancipation des femmes ! »
Elle est finalement étranglée avec son foulard de soie,, dans le jardin de Ílkhání, par un soudard ivre. Son corps est jeté au fond d'un puits et recouvert de pierres.

## Témoignages sur Fatemeh et postérité
L'influence de Fatemeh, comme poète, femme engagée pour l'égalité des sexes, et théologienne a dépassé les frontières de la Perse. De la Russie en Inde ou en Europe en passant par la Turquie, nombreux sont ceux que Fatemeh a fascinés. Parmi les témoignages retranscrits dans Tahirih in History (2004), on retrouve ceux des Européens Edward Browne, Louis Alphonse Daniel Nicolas et Arthur de Gobineau. On trouve également dans À la hauteur des témoignages de l'admiration envers la première femme disciple du Báb sous la plume des Français Catulle Mendès et André-Ursule de Bellecombe, des Autrichiens Marianne Hainisch, Edward Polak et Marie von Najmajer ou encore de l'Allemand Friedrich Carl Andreas.